# Rudolf Bindig
Rudolf Bindig (* 6. September 1940 in Goslar) ist ein deutscher Politiker, der von 1976 bis 2005 als Mitglied der SPD dem Deutschen Bundestag angehörte.

## Leben
Nach dem Abitur, das er 1960 in Goslar bestand, studierte er in Göttingen und Nürnberg und schloss als Diplomkaufmann ab. Nachdem er einige Jahre im kaufmännischen Bereich tätig gewesen war, begann er erneut ein Studium der Fächer Politikwissenschaft, Geschichte und Soziologie an der Universität Konstanz. Er war von 1971 bis zur Wahl in den Deutschen Bundestag als wissenschaftlicher Angestellter in der Sozialforschung tätig.

## Politik
Bindig trat 1967 in die SPD ein und gehörte von 1973 bis 1993 dem baden-württembergischen Landesvorstand der SPD an. Er war von 1996 bis 2009 Kreisvorsitzender der SPD im Landkreis Ravensburg.
Er war vom 14. Dezember 1976 bis 2005 für acht Wahlperioden Mitglied des Deutschen Bundestages. Er wurde über die Landesliste der Sozialdemokratischen Partei Deutschlands (SPD) in Baden-Württemberg gewählt. Bindig war Sprecher für Menschenrechte innerhalb der SPD-Fraktion und zugleich Berichterstatter des Europarats für Tschetschenien. Er gehörte seit 1988 der Parlamentarischen Versammlung des Europarates an und wurde 2002 zu deren Vizepräsident gewählt.
Bei der Wahl am 7. Juni 2009 wurde er in den Kreistag des Landkreises Ravensburg gewählt. Er war viele Jahre Vorsitzender der nicht-staatlichen humanitären Hilfsorganisation HELP – Hilfe zur Selbsthilfe.